# Kovács Tibor (politikus)
Kovács Tibor (Sörekút, 1952. szeptember 8. –) magyar politikus, országgyűlési képviselő, vegyészmérnök, gazdasági mérnök. Az IPU magyar-román tagozatának elnöke.

## Életpályája

### Iskolái
Az általános iskolai éveit Nyíregyházán végezte el. 1971-ben érettségizett a kazincbarcikai Irinyi János Vegyipari Technikumban. 1971–1977 között az Olaj- és Gázipari Egyetem hallgatója volt Ploiești-ben. 1985–1986 között a Budapesti Műszaki és Gazdaságtudományi Egyetem gazdasági szakmérnök szakán tanult.

### Pályafutása
1977–1994 között a Tiszai Kőolajipari Vállalatnál, illetve a Mol Rt. Tiszai Finomítójában dolgozott műszaki fejlesztőmérnökként és üzemvezetőként. 1978–1979 között sorkatonai
szolgálatot teljesített Zalaegerszegen.

### Politikai pályafutása
1979–1989 között az MSZMP-tagja volt. 1989 óta az MSZP tagja. 1992–2010 között a tiszaújvárosi helyi önkormányzat tagja volt. 1992–1999 között városi alelnök, 2000-től elnök. 1994–2014 között országgyűlési képviselő volt (Tiszaújváros). 1994–1999 között az európai integrációs ügyek bizottságának tagja volt. 1999–2004 között a gazdasági bizottság tagja volt. 2001–2002 között a számvevőszéki bizottság tagja, 2002–2003 között alelnöke volt. 2004–2006 között a költségvetési és pénzügyi bizottság tagja, 2003–2004 között alelnöke volt. 2004–2010 között az MSZP frakcióvezető-helyettese volt. 2006–2010 között a költségvetési, pénzügyi és számvevőszéki bizottság tagja volt. 2010–2011 között a Gazdasági és informatikai bizottság tagja, 2011–2014 között alelnöke volt.

## Családja
Szülei: Kovács Sándor (1926-?) és Havacs Jolán (1931–1993) voltak. 1983-ban házasságot kötött Szinku Tímeával. Két lányuk született: Tímea (1985) és Lilla (1988).